# Felipe López (basket-ball)
Pour les articles homonymes, voir Felipe López et López.
Luis Felipe López, né le 19 décembre 1974 à Saint-Domingue en République dominicaine, est un ancien joueur dominicain de basket-ball.